# Melodie der Liebe
Melodie der Liebe ist eine deutsche Filmkomödie aus dem Jahre 1932 von Georg Jacoby mit Richard Tauber in der Hauptrolle.

## Handlung
Richard Hoffmann ist ein bedeutender Opernsänger, der seit dem frühen Tode seiner Gattin innerlich zu vereinsamen droht. Was ihm geblieben ist, sind seine kleine Tochter Gloria und sein Schwager Bernhard, der den großen Künstler wie eine Nanny umsorgt und ihm es an nichts fehlen lässt. Beruflich eilt Hoffmann von Erfolg zu Erfolg, seine Tourneen sind ausgebucht, seine Fans von seiner Sangeskunst begeistert. Während seines letzten Auftritts kurz vor einer Gastspielreise in die USA muss Hoffmann vor der begeisterten Masse geradezu fliehen und landet in einem kleinen Lokal namens „Zum schmalen Handtuch“, wo er einer jungen Frau namens Lilli begegnet, die sich als berechnende und betrügerische „Sirene“ erweist. Lilli ist zwar mit dem Kapellmeister Erwin Richter verbandelt, was sie aber nicht daran hindert, den Kammersänger, den auch sie sofort erkennt, zu umgarnen. Sie erhofft sich Karriere-Vorteile für sich und ihren Verlobten und bittet Hoffmann daher an ihren Tisch. Nach der Sperrstunde lockt sie den Künstler in ihr Elternhaus, wo bereits Richter wartet. Rein „zufällig“ klimpert er in diesem Moment eine eigene Komposition, von der sich Richard begeistert zeigt, nicht zuletzt, weil er sich gerade in die falsche Lilli zu verlieben droht und daher in bester Stimmung ist. Auch Lillis Eltern haben durchaus eigennützige Motive, als sie von einer Verbindung ihrer Tochter mit dem bedeutenden Sänger träumen: sozialer Aufstieg, Rampenlicht und viel Geld.
Während sich die von Lilli initiierten dunklen Verschwörungswolken über Hoffmanns Kopf zusammenbrauen, hat Richards Töchterchen Gloria auf dem Spielplatz die reizende, blonde Bildhauerin Escha kennen gelernt, die sich rasch mit dem Kleinkind anfreundet. Gloria will unbedingt, dass Escha ihren Vater und ihren Onkel kennen lernt und schleppt die junge Frau ständig mit sich. Escha wiederum will die Kleine nicht enttäuschen und folgt ihr daher anstandslos. Bald wird die Künstlerin von der Hoffmann-Familie als gute Freundin in der Familie angenommen. Richard Hoffmann hat derweil noch immer nicht erkannt, dass Lilli ein falsches Spiel mit ihm treibt und macht ihr zuhauf Geschenke. Außerdem sorgt er für die Aufführung von Erwin Richters musikalischen Ergüsse. Als sich Hoffmann auf seine Abschiedsvorstellung von Tosca vorbereitet, erkennt er endlich, wes Geistes Kind Lilli ist. In seinem Erkenntnisschmerz singt er die Arie des Cavaradossi mit einer nie gekannten Inbrunst. Am nächsten Tag begeben sich Hoffmann, Tochter Gloria, Schwager Bernhard und Escha an Bord des Schiffs, das alle nach New York in eine bessere und glücklichere Zukunft bringen wird.

## Produktionsnotizen
Melodie der Liebe entstand ab dem 29. Februar 1932 in den Jofa-Ateliers von Berlin-Johannisthal, die Außenaufnahmen wurden Anfang April 1932 in Hamburg angefertigt. Der Film wurde bereits am 25. April 1932 in drei Münchner Lichtspieltheatern uraufgeführt, die Berliner Premiere fand am Tag darauf statt. In Wien konnte man Melodie der Liebe erstmals am 29. April 1932 sehen.
Karl Ritter übernahm auch die Produktionsleitung. Die musikalische Leitung und die musikalische Bearbeitung hatte Paul Dessau. Es spielte das Berliner Sinfonie-Orchester. Max Heilbronner entwarf die Filmbauten. 

## Musiktitel
Folgende in der Alrobi-Musikverlag GmbH Berlin vertriebenen Musiktitel wurden gespielt:
- Arie des Cavaradossi aus ‘Tosca’ (Giacomo Puccini)
- Ein Lied aus meiner Heimat
- Kinderlied
- Es war einmal ein Baby
- Schade, dass Liebe ein Märchen ist (Walter Jurmann)
- Wie gern möchte’ ich Dich verwöhnen

Die Liedtexte schrieb Fritz Rotter.

## Kritiken
Die Österreichische Film-Zeitung schrieb über den Richard-Tauber-Film: „„Melodie der Liebe“ … bringt die wundervolle, weiche Stimme des Künstlers zu so ausgezeichneter Geltung, wie man dies im Tonfilm noch selten gehört hat. Richard Tauber singt einige Lieder, und die große Szene aus Tosca, alles mit vollendeter Kunst. (…) Georg Jacoby hat die Regie mit einigen sehr hübschen Einfällen ausgestattet.“
In Wiens Neuer Freien Presse war in der Ausgabe vom 1. Mai 1932 zu lesen: „Richard Tauber schmückt diesen Tonfilm mit allen Herrlichkeiten seiner Stimme. (…) Ueberhaupt ist es ein Vergnügen, wie prachtvoll dieser Film dargestellt wird. Da ist etwa Szöke Szakall als Schwager und gutmütig-zudringlicher Schutzgeist des Kammersängers. Der beständig beleidigte Ausdruck seines Vollmondgesichtes ist von unwiderstehlicher Komik. Ida Wüst und Karl Ettlinger als das Elternpaar der berechnenden jungen Dame bedeuten eine virtuose Groteske für sich. (…) Georg Jacobys Regie hat in diesem Tonfilm eine Mischung aus Sentimentalität und Humor zusammengebraut, die der stärksten Wirkung sicher sein darf.“